# Skalní práh

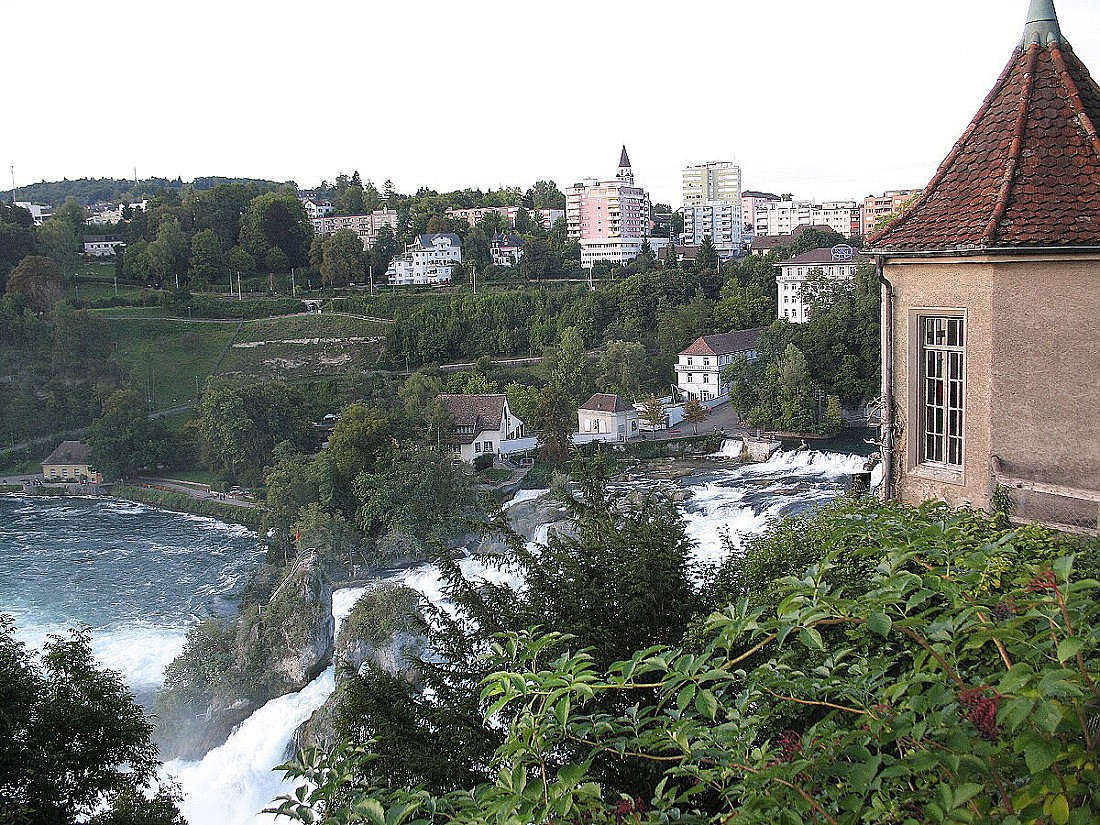
Pohled na Rýnské vodopády a německé město Neuhausen ze středověkého hradu ,Laufen na švýcarském břehu Rýna

Skalní práh je geomorfologický tvar, který se vyskytuje v horských a říčních údolích zpravidla v těch místech, kde dochází ke styku měkké a tvrdé horniny. Je to místo, kde se křivka podélného profilu údolí nebo řečiště náhle lomí a je přerušena příkrým stupněm.

## Vznik skalních prahů
Skalní prahy vznikají v důsledku různé odolnosti skalního podkladu. Příčinou může být i náhlý tektonický pohyb nebo přehrazení údolí – například lávovým proudem. Vodní toky, případně v horských údolích ledovce, erodují měkčí horniny, takto vznikají prohlubně, tůně a peřeje a postupně vodopády, respektive ledopády. Pod skalním prahem je jeho hmota dále podemílána a práh z tvrdé horniny postupně ustupuje. Uvádí se, že například Niagarský vodopád za cca 10 000 let své existence ustoupil již o 11 kilometrů.

## Výskyt

### Nejvýznamnější světové lokality
Výška stupňů skalních prahů může být velmi rozdílná – od několika desítek centimetrů až po desítky či dokonce stovky metrů. Lokality, kde se ve světě vyskytují nejmohutnější skalní prahy, jsou totožné s místy nejznámějších vodopádů. Jsou to například již zmíněné Niagarské vodopády v Severní Americe, Viktoriiny vodopády na řece Zambezi v jižní Africe či vodopády na řece Iguaçu v jihoamerickém Národním parku Iguaçu na území Argentiny a Brazílie. Bohatý výskyt vodopádů, spadajících přes skalní prahy, je na Islandu, kde je reliéf utvářen kombinací sopečné činnosti a četných vodních toků. Nejmohutnějším islandským vodopádem je Dettifoss. Velmi známým je i Gullfoss. Řeka Hvítá zde padá přes dva skalní stupně a pak odtéká kaňonem, jehož délka se v důsledku erozní činnosti vody neustále zvětšuje.

### Skalní prahy ve střední Evropě

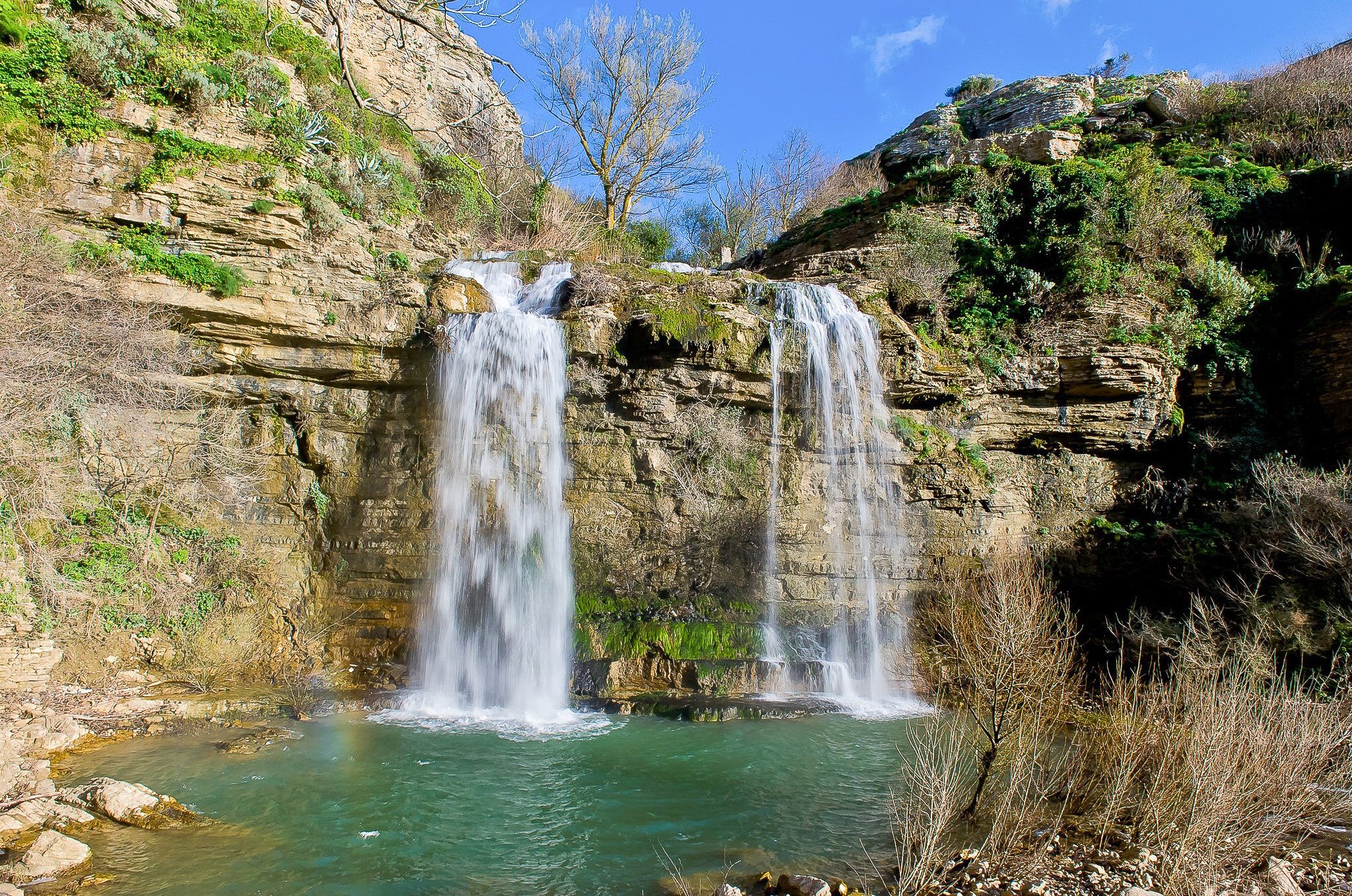
Skalní práh vodopádu Cascate delle due Roche, vytvořený v glaukonických kalkaritech – místním typu horniny ve městě Corleone na Sicílii

Skalní prahy se vyskytují v různých druzích hornin. Na území České republiky je nejvyšším skalním prahem cca osm metrů vysoký stupeň v žulovém korytě řeky Mumlavy (Mumlavský vodopád) poblíž Harrachova v Krkonoších. Menší skalní prahy jsou evidovány na různých místech České republiky. Pozoruhodný skalní práh se například vyskytuje i na dně koryta Labe nedaleko jeho soutoku s Malým Labem poblíž Klášterské Lhoty v okrese Trutnov v Královéhradeckém kraji. Práh je vysoký 0,55 m a byl vytvořen v souvrství jílovců, prachovců a pískovců, usazených zde na konci prvohor.
Z okolních zemí lze zmínit nevysoké, ale velice pěkné vyvinuté skalní prahy ve zhruba 150 metrů dlouhém úseku říčky Vychylovky v CHKO Kysuce. Tyto skalní tvary ve flyšovém pásmu hornin, nacházející se poblíž osady Pavelkovci na katastrálním území obce Nová Bystrica v okrese Čadca, jsou chráněny jako přírodní památka Vychylovské prahy již od roku 1973. Nejvyšší skalní práh na Slovensku se vyskytuje v místě vodopádu Skok v Mlynické dolině v Tatranském národním parku.
Na evropském kontinentě nejznámějším a zároveň i největším vodopádem s markantním skalním prahem je Rýnský vodopád (německy Rheinfall) na stejnojmenné řece nedaleko města Schaffhausen na severu Švýcarska. Šířka říčního koryta je zde 150 metrů a maximální výškový rozdíl dna činí 23 metrů.

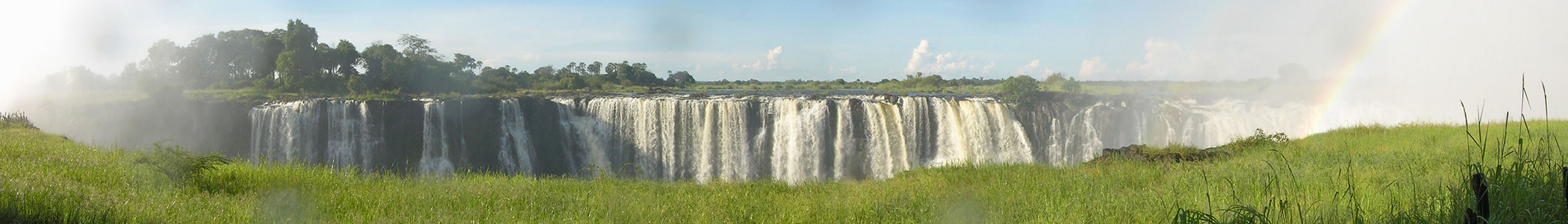
Viktoriiny vodopády – pohled z břehu na straně Zimbabwe